# Saint-Branchs
Saint-Branchs é uma comuna francesa na região administrativa do Centro, no departamento Indre-et-Loire. Estende-se por uma área de 51,29 km². Em 2010 a comuna tinha 2 646 habitantes (densidade: 51,6 hab./km²).